# Кнороз Анна Михайлівна
Анна Михайлівна Кнороз (рос. Анна Михайловна Кнороз; дошлюбне прізвище — Чуприна (рос. Чуприна); нар. 30 липня 1970) — радянська та російська легкоатлетка, яка спеціалізувалася на бігу з бар'єрами.
На внутрішніх змаганнях в СРСР (пізніше — Росії) представляла Москву.
Донька — Поліна (нар. 1999) — чемпіонка Росії зі стрибків з жердиною.

## Спортивні досягнення
Учасниця олімпійських змагань з бігу на 400 метрів з бар'єрами (1996), на яких зупинилась на чвертьфінальній стадії.
Чемпіонка світу з естафетного бігу 4×400 метрів (1991, виступала в забігу).
Срібна (у бігу на 400 метрів з бар'єрами) та бронзова (в естафетному бігу 4×400 метрів) призерка Універсіади (1991).
Бронзова призерка чемпіонату Європи з бігу на 400 метрів з бар'єрами (1994).
Посіла 2-е місце у бігу на 400 метрів з бар'єрами на Кубку Європи (1993).
Чемпіонка СРСР з бігу на 400 метрів з бар'єрами (1991).
Чемпіонка Росії з бігу на 400 метрів з бар'єрами (1992, 1993, 1994, 1998) та естафетного бігу 4×400 метрів (1997).